# 前22年
| 千纪： | 前1千纪 |
| 世纪： | 前2世纪 \| 前1世纪 \| 1世纪                                                                                |
| 年代： | 前50年代 \| 前40年代 \| 前30年代 \| 前20年代 \| 前10年代 \| 前0年代 \| 0年代                               |
| 年份： | 前27年 \| 前26年 \| 前25年 \| 前24年 \| 前23年 \| 前22年 \| 前21年 \| 前20年 \| 前19年 \| 前18年 \| 前17年 |
| 纪年： | 西汉阳朔三年                                                                                               |

## 大事记
- 王凤的堂弟王音为大司马、车骑将军。

## 出生
- 董贤，字圣卿，西汉大司马，汉哀帝刘欣的男宠。

## 逝世
- 八月丁巳--王鳳，漢成帝外戚。